# Marcelino Franco
Marcelino António Maria Franco (Tavira, 1871 - 3 de Dezembro de 1955 foi um clérigo português.
Foi Pastor da Igreja do Algarve durante 35 anos. Uma efeméride de um profundo simbolismo para esta Terra-Mãe e para a sua Igreja diocesana e com o relevante significado do quotidiano pedido ao pedido de «muitas e santas vocações sacerdotais». Em tempos particularmente difíceis para o Catolicismo em Portugal, os que se viveram em grande parte a partir de 1910, foram corajosamente enfrentados por uma plêiade de bispos, sacerdotes, religiosos e leigos, que, suportando sacrifícios, injúrias, falta de liberdade religiosa e outros desafios que lhes foram colocados souberam com fé, estoicismo e perseverança prosseguir a missão evangélica. 
Enter eles ocupa um lugar muito especial, pelas posições assumidas e pela forma como soube concretizar o espírito de fidelidade ao Evangelho a figura de D. Marcelino. Foi o saudoso prelado, quando ainda era o cónego Franco, que face aos ditames legais de pregar em público o Evangelho criou em 1914 a «Folha do Domingo», semanário diocesano algarvio, para que a Boa Nova pudesse atingir todos os recantos da diocese e possuísse as oficinas tipográficas (a Tipografia União, que hoje prossegue, não obstante «ventos e marés») para que a mesma fosse imprensa e composta. 
Natural de Santa Maria de Tavira, onde nasceu a 17 de Abril de 1871, frequentou o Seminário de São José, em Faro, onde concluiu o Curso Trienal. Foi ordenado presbítero a 13 de Novembro de 1893, sendo Bispo D. António Mendes Belo (1884-1907). Ainda antes da sua ordenação já era prefeito do Seminário, em cujas funções prosseguiu, bem como desempenhou o cargo de professor de Literatura e de Teologia e de vice-reitor, este por provisão de 1905. 
Em 1897 foi apresentado como pároco colado da paróquia de Odeáxere e em Outubro de 1901 foi provido como escrivão da Câmara Eclesiástica e nomeado por provisão de 13 de Agosto de 1915, na véspera da Festividade da Assunção de Nossa Senhora, pelo Bispo D. António Barbosa Leão (1907-1919), cónego capitular do Cabido da Sé de Faro. 

## Bispo do Algarve
Foi o Papa Bento XV (1914-1922), que em 1920, o nomeou Bispo da diocese do Algarve, sendo sagrado, «com solene pompa neste templo» em soleníssima cerimónia, com a presença das mais destacadas autoridades religiosas e civis, conforme o atestam para a posteridade as lápides em mármore existentes de um e do outro lado do altar-mor na Sé Catedral. Presidiu à sagração de D. Marcelino, como Bispo do Algarve, o Cardeal-Patriarca de Lisboa D. António Mendes Belo, sendo co-sagrantes D. Manuel Mendes da Conceição (Arcebispo de Évora) e D. António Alves Ferreira (Bispo de Viseu). 
Foram 35 anos de intenso, profícuo, vivido e participado Bispado, em que granjeou a estima, a amizade e a compreensão da generalidade das gentes algarvias, que lhe dedicavam uma admiração muito afectiva. Nos últimos anos e devido à precaridade da sua saúde teve como Bispo Coadjutor D. Frei Francisco Domingos Rendeiro, já falecido e que foi mais tarde Arcebispo de Coimbra, tendo-lhe sucedido também nos destinos da diocese do Algarve, a quando do seu falecimento, ocorrido em 3 Dezembro de 1955. 
Os restos mortais de D. Marcelino Franco encontram-se na cripta do altar-mor da Sé Catedral em Faro. Foi fundador e primeiro director da «Folha do Domingo».

## Biografia
Foi Bispo do Algarve, tendo sido nomeado em 1920. Encontra-se sepultado na Capela-Mor da Sé Catedral de Faro. 
Nasceu a 17 de Abril de 1871 em Santa Maria de Tavira e   faleceu a 3 Dezembro de 1955.